# Otto-Hahn-Friedensmedaille
Die Otto-Hahn-Friedensmedaille in Gold ist eine im Jahr 1988 gestiftete Auszeichnung, die vom Landesverband Berlin-Brandenburg der Deutschen Gesellschaft für die Vereinten Nationen (DGVN) an Persönlichkeiten oder Institutionen verliehen wird, die sich „herausragende Verdienste um Frieden und Völkerverständigung“ erworben haben. Die Verleihung findet in der Regel alle zwei Jahre statt, traditionell jeweils am 17. Dezember in Berlin. Bei einem Festakt überreichen der Regierende Bürgermeister von Berlin und der oder die Vorsitzende des DGVN-Landesverbandes Berlin-Brandenburg dem Preisträger die Goldmedaille zusammen mit einer in Leder gebundenen und mit Goldintarsien versehenen Urkunde.
Die Friedensmedaille ist nach dem Kernchemiker und Nobelpreisträger Otto Hahn benannt und erinnert an dessen weltweites Engagement für Frieden und Völkerverständigung nach dem Zweiten Weltkrieg. Otto Hahn hatte von 1906 bis 1944 in Berlin geforscht. Die Otto-Hahn-Friedensmedaille wurde von Otto Hahns Enkel Dietrich Hahn gestiftet. Auf der Rückseite der Medaille stehen in englischer Sprache die Schlusssätze der Mainauer Erklärung von 1955, die Otto Hahn und Max Born als Initiatoren vorbereitet hatten:

“All nations must decide voluntarily to refrain from violence as the last means of politics. If they are not prepared to do so, they will cease to exist.”

„Alle Nationen müssen zu der Entscheidung kommen, freiwillig auf die Gewalt als letztes Mittel der Politik zu verzichten. Sind sie dazu nicht bereit, so werden sie aufhören, zu existieren.“

## Preisträger

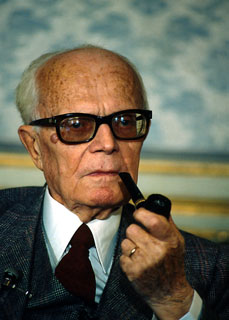
1988:
Sandro Pertini

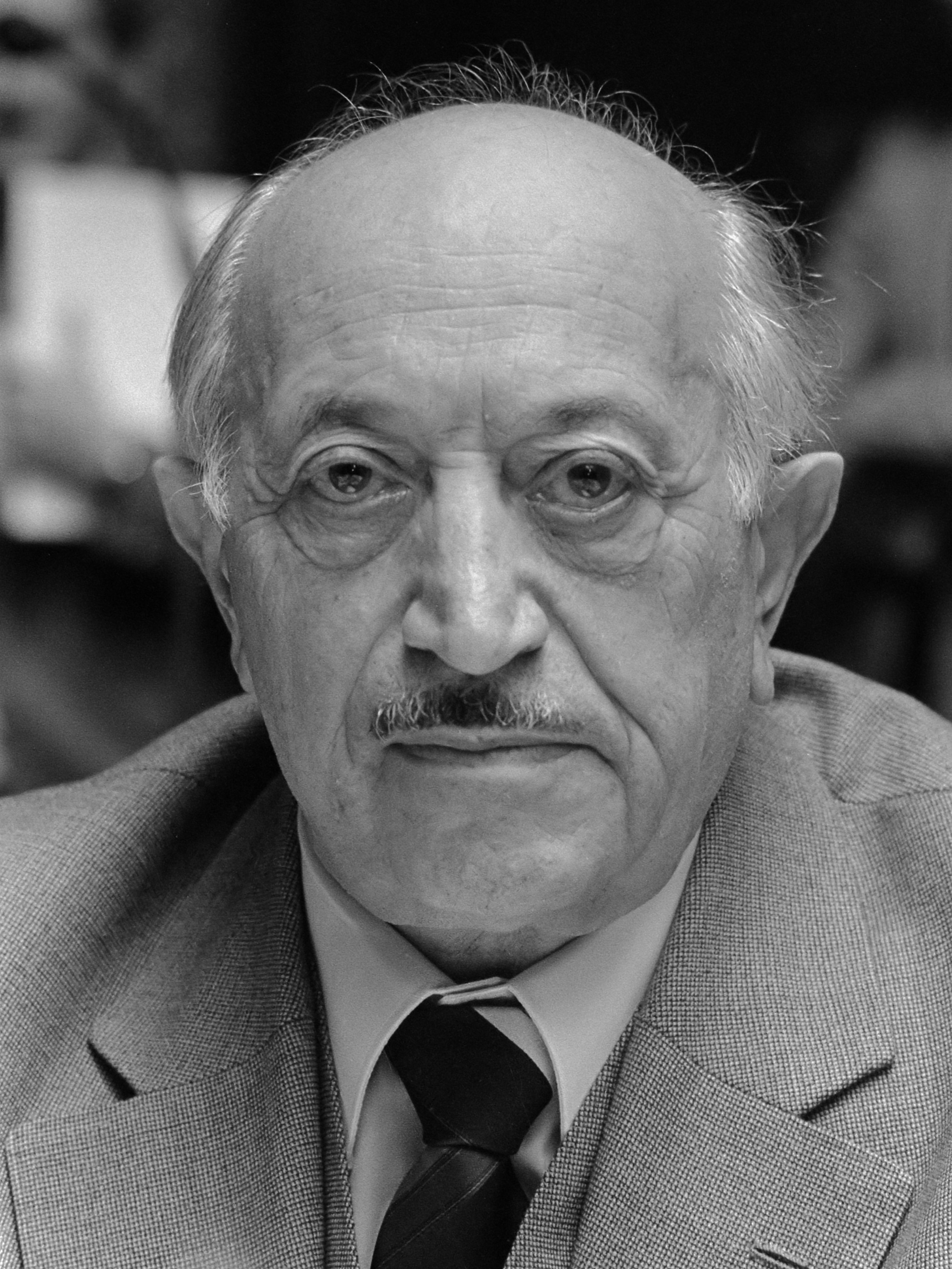
1991: Simon Wiesenthal

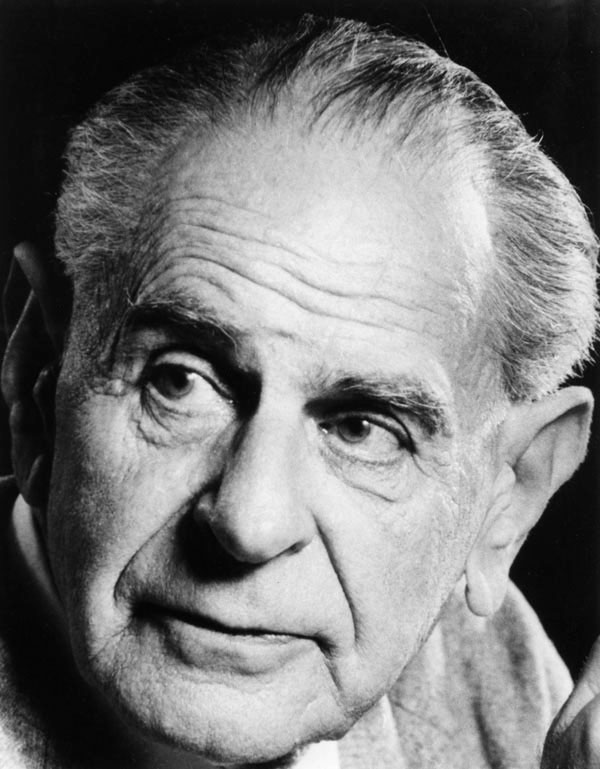
1993:
Karl Popper

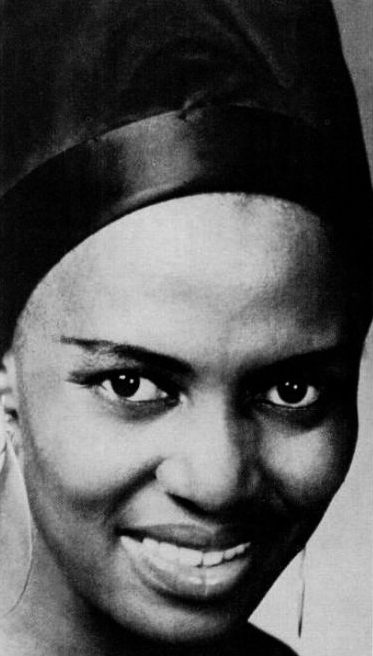
2001:
Miriam Makeba

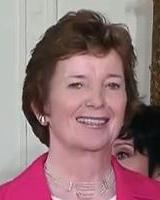
2003:
Mary Robinson

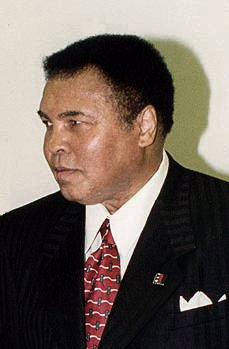
2005:
Muhammad Ali

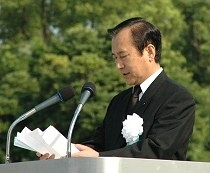
2012:
Tadatoshi Akiba

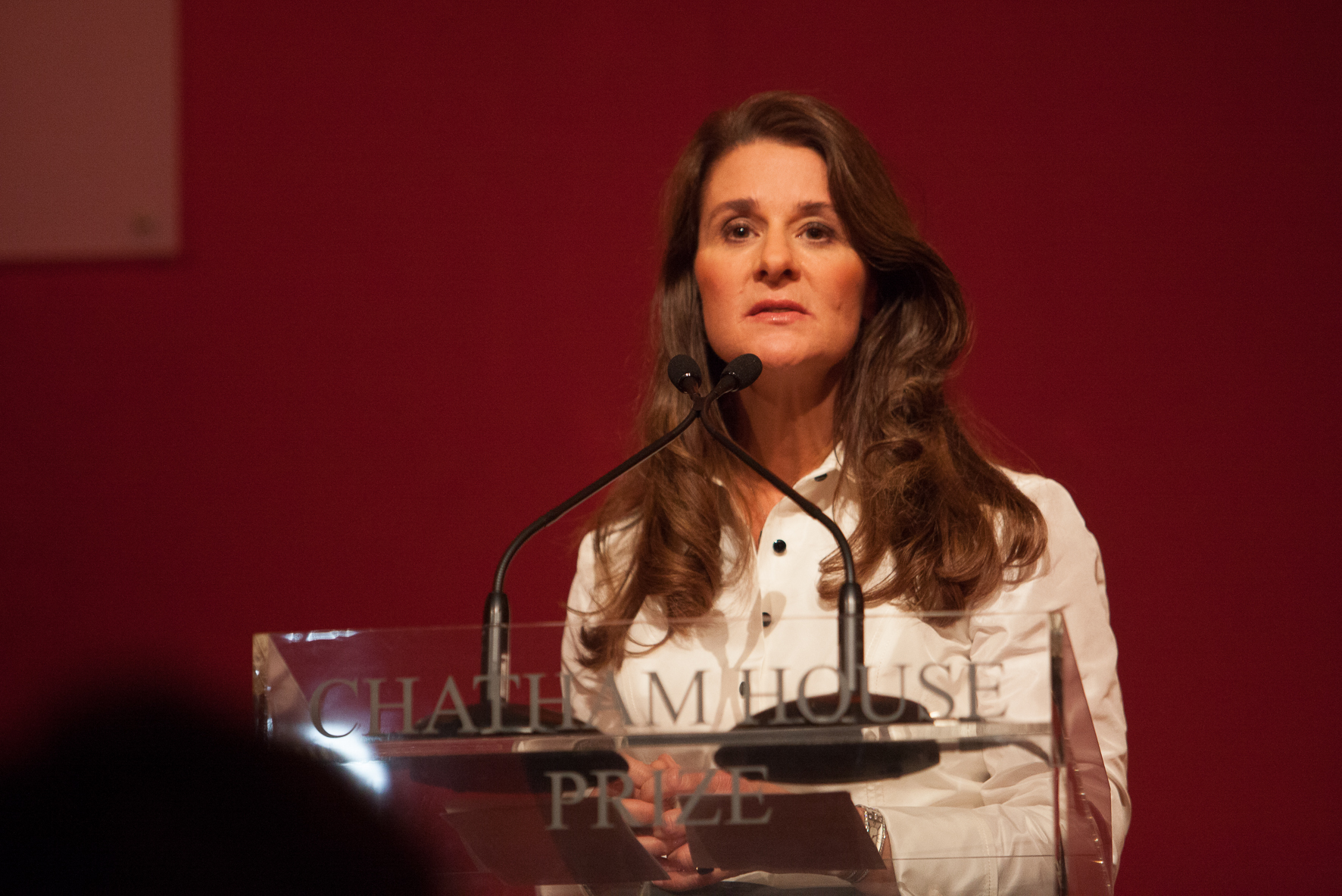
2016:
Melinda Gates

- 1988: Sandro Pertini – italienischer Politiker, ehemaliger Staatspräsident der Republik Italien, Rom
  - „für herausragende Verdienste um Frieden und Völkerverständigung, insbesondere für seine politische Moral und praktizierte Humanität“
  - Laudatorin: Irmgard Schwaetzer, Grußworte: Richard von Weizsäcker

- 1989: Michail Gorbatschow – russischer Politiker, Staatspräsident der Union der Sozialistischen Sowjetrepubliken, Moskau
  - „für herausragende Verdienste um Frieden und Völkerverständigung, insbesondere um die atomare Abrüstung der Großmächte und die grundlegende politische Neuordnung Europas“
  - Laudator: Friedrich Dürrenmatt, Grußworte: Richard von Weizsäcker

- 1991: Simon Wiesenthal – österreichischer Publizist und Gründer des Jüdischen Dokumentationszentrums, Wien
  - „für herausragende Verdienste um Frieden und Völkerverständigung, insbesondere für sein beispielhaftes Wirken für Recht und Gerechtigkeit, Würde und Toleranz, und die Versöhnung zwischen den Menschen“
  - Laudatoren: Helmut Kohl und Christian Meier, Grußworte: Richard von Weizsäcker

- 1993: Karl Popper – britischer Philosoph und Wissenschaftstheoretiker, Kenley bei London
  - „für herausragende Verdienste um Frieden und Völkerverständigung, insbesondere für seine sozialphilosophische Leistung, welche die theoretischen Grundlagen für eine humane Evolution demokratischer Gesellschaften schuf“
  - Ansprache: Rita Süssmuth, Laudator: Hans Poser, Grußworte: Helmut Kohl, Richard von Weizsäcker, Thomas Klestil und Königin Elisabeth II.[1]

- 1995: Hans Koschnick – deutscher Politiker (SPD) und EU-Administrator in Mostar, Bremen
  - „für herausragende Verdienste um Frieden und Völkerverständigung, insbesondere für seinen humanitären Einsatz in Bosnien-Herzegowina, der beispielhaft zeigt, wie persönliche Verantwortung für den Friedensauftrag der Vereinten Nationen wahrgenommen werden kann“
  - Ansprache: Rita Süssmuth, Laudator: Hans van den Broek, Grußworte: Roman Herzog und Helmut Kohl[2]

- 1997: Yehudi Menuhin – britischer Violinvirtuose und Dirigent, London
  - „für herausragende Verdienste um Frieden und Völkerverständigung, insbesondere für seine unbeirrbare und beispielhaft gelebte Überzeugung, dass die Musik eine unter allen Umständen völkerverständigende und friedensstiftende Kraft ist“
  - Ansprache: Hellmuth Karasek, Laudatorin: Rita Süssmuth, Grußworte: Roman Herzog und Helmut Kohl[3]

- 1999: Gerd Ruge – deutscher Journalist und TV-Dokumentarist, München
  - „für herausragende Verdienste um Frieden und Völkerverständigung, insbesondere für sein Engagement, die objektive Information zu fördern und mit seiner beispielhaften Arbeit das Verständnis für China, die Sowjetunion und Russland zu erweitern“
  - Ansprache: Wolfgang Thierse, Laudator: Karl Schlögel, Grußworte: Johannes Rau und Gerhard Schröder[4]

- 2001: Miriam Makeba – südafrikanische Sängerin, Komponistin und Menschenrechtlerin, Johannesburg
  - „für herausragende Verdienste um Frieden und Völkerverständigung, insbesondere für ihren Jahrzehnte währenden Einsatz gegen Rassismus und Rassentrennung in Südafrika, der sie zu einem Leitbild für Menschenrechte, Menschenwürde und Toleranz werden ließ“
  - Laudatorin: Sabine Christiansen, Grußworte: Johannes Rau, Gerhard Schröder und Thabo Mbeki[5]

- 2003: Mary Robinson – irische Politikerin, ehemalige Staatspräsidentin der Republik Irland und UN-Hochkommissarin für Menschenrechte, Dublin
  - „für herausragende Verdienste um Frieden und Völkerverständigung, insbesondere für ihre von hohen humanitären Idealen geprägte Staatsführung und ihren unablässigen und mutigen Einsatz zur weltweiten Durchsetzung und Verteidigung der Menschenrechte“
  - Laudatorin: Christa Nickels, Grußworte: Johannes Rau, Gerhard Schröder, Bertie Ahern und Pat Cox[6]

- 2005: Muhammad Ali – US-amerikanischer Boxer, Bürgerrechtler und UN-Messenger of Peace, Berrien Springs
  - „für herausragende Verdienste um Frieden und Völkerverständigung, insbesondere für sein lebenslanges Engagement für die amerikanische Bürgerrechtsbewegung und die kulturelle und spirituelle Emanzipation der Schwarzen in aller Welt“
  - Laudator: Jan Philipp Reemtsma, Grußworte: Horst Köhler und Angela Merkel[7]

- 2008: Hans Küng – Schweizer katholischer Theologe, Gründer und Präsident der Stiftung Weltethos, Tübingen
  - „für herausragende Verdienste um Frieden und Völkerverständigung, insbesondere für seinen beispielhaften Einsatz für Humanität, Toleranz und den Dialog zwischen den grossen Weltreligionen, vor allem im Rahmen des von ihm begründeten Projektes Weltethos“
  - Laudator: Alfred Grosser, Grußworte: Horst Köhler und Angela Merkel[8]

- 2010: Daniel Barenboim – argentinisch-israelischer Dirigent und Pianist, zudem UN-Messenger of Peace, Berlin (Feier zur Verleihung aus Termingründen in 2011) 
  - „für herausragende Verdienste um Frieden und Völkerverständigung, insbesondere für sein beispielhaftes Engagement um den Dialog im Nahen Osten und die Annäherung zwischen Israel und Palästina“
  - Ansprache: André Schmitz, Laudator: Rolf Verleger, Grußworte: Christian Wulff, Angela Merkel und Bill Clinton[9]

- 2012: Tadatoshi Akiba – japanischer Mathematik-Professor, Politiker, langjähriger Bürgermeister von Hiroshima und Mitbegründer der Organisation Mayors for Peace, Hiroshima (Feier zur Verleihung wegen Absage des Laudators in 2013)
  - „für herausragende Verdienste um Frieden und Völkerverständigung, insbesondere für seinen unermüdlichen Einsatz für die weltweite nukleare Abrüstung und der damit verbundenen Politik der Entspannung und Versöhnung“
  - Ansprache: Dietrich Hahn, Laudatorin: Regina Hagen, Grußworte: Angela Merkel[10]

- 2014: Manfred Nowak – österreichischer Jura-Professor, Menschenrechtler und ehemaliger UN-Berichterstatter über Folter, Wien
  - „für herausragende Verdienste um Frieden und Völkerverständigung, insbesondere für seinen beispielhaften Beitrag zur Implementierung der Rechte eines jeden einzelnen Menschen, und für die mutige Veröffentlichung grausamer Mißstände“
  - Ansprache: Thomas Heilmann, Laudator: Christoph Strässer, Grußworte: Heinz Fischer und Angela Merkel[11]

- 2016: Melinda Gates – US-amerikanische Geschäftsfrau, Philanthropin und Mitbegründerin der Bill & Melinda Gates Foundation, Seattle (Feier zur Verleihung aus Termingründen am 25. Mai 2017 im Berliner Rathaus)
  - „für herausragende Verdienste um Frieden und Völkerverständigung, insbesondere für ihre bewundernswerten philanthropischen Initiativen, die Millionen von Menschen in allen Kontinenten den Weg zu einer humanen Lebensgestaltung ebnen“
  - Ansprache: Dietrich Hahn, Laudatorin: Manuela Schwesig, Grußworte: Angela Merkel

- 2018: John F. Kerry – US-amerikanischer Politiker, ehemaliger Außenminister der USA, Boston
  - „für herausragende Verdienste um Frieden und Völkerverständigung, insbesondere für seine außergewöhnlichen Leistungen in der Diplomatie“
  - Laudatorin: Tina Hassel, Grußworte: Angela Merkel

- 2020: keine Preisverleihung

- 2022: keine Preisverleihung. Vorgesehen war die Verleihung an Navanethem Pillay (Südafrika) am 20. September 2022 mit Albrecht von Lucke als Laudator und Grußworten von Franziska Giffey. Die Verleihung  wurde vom Berliner Senat abgesagt, nachdem sich heftiger Protest von Politikern und jüdischen Organisationen geregt hatte, die Pillay israelbezogenen Antisemitismus vorwarfen.[12][13]

## Weitere Otto-Hahn-Preise
- Otto Hahn Award
- Otto-Hahn-Preis
- Otto-Hahn-Medaille